# Aeropuerto Internacional de Carmelo
El Aeropuerto Internacional de Carmelo (OACI: SUCM), también conocido como Aeropuerto de Zagarzazú, es un aeropuerto público que sirve a la ciudad de Carmelo, en Uruguay, situado en el balneario de Zagarzazú, a 8 km al noroeste de Carmelo.
Actualmente opera vuelos domésticos e internacionales no regulares, exclusivamente bajo reglas de vuelo visual, y su categoría OACI es 2B.

## Actualidad
El aeropuerto de Carmelo es administrado y mantenido por el Ministerio de Defensa Nacional. El equipamiento y la tecnología de esta terminal ha quedado casi obsoleto debido a limitaciones financieras, por lo que en diciembre de 2020 el gobierno uruguayo creó el Sistema Nacional de Aeropuertos Internacionales (SNAI), con el fin de priorizar el desarrollo de servicios aeroportuarios en el país. En abril de 2021 se estableció que Carmelo sería uno de los ocho aeropuertos que integrarían este sistema. El poder ejecutivo prevé licitar la concesión de sus operaciones a privados por un mínimo de 30 y un máximo de 50 años. Los requisitos son llevar a cabo obras de infraestructura y acondicionamiento de pistas, tecnología de control de vuelos y modernización de servicios de tierra para aumentar la capacidad de aeronaves de pasajeros y cargas.
Las obras para la construcción de una nueva terminal y la pavimentación de la pista ya comenzaron y se espera que será todo terminado para finales de 2022.

## Pista
El aeródromo cuenta con una única pista de aterrizaje, la 17/35, con 1190 metros de largo Por su cercanía al río, las aproximaciones y los despegues por la cabecera 35 pueden ser sobre el Río de la Plata.

## Estadísticas
En 2020 se realizaron 16 vuelos nacionales y ningún vuelo internacional de taxis aéreos, y transitaron un total de 36 pasajeros nacionales.

## Acceso
El aeropuerto se encuentra en el extremo sudeste de la calle Barlovento, en el balneario de Zagarzazú. Se accede a Carmelo por esta calle al noroeste, la calle Neptuno al norte, y la ruta 21 al sudeste. La ciudad cuenta con servicio de taxis.

## Accidentes e incidentes
- 27 de mayo de 2014: un Beechcraft B200 Super King Air privado de Kowzef S.A., matrícula LV-CNT, volando desde San Fernando, Argentina, se estrelló en un banco de arena en el Río de la Plata, 10 km al sudoeste de Carmelo. La visibilidad era mala debido a la niebla, e impactó contra una llanura de marea en las aguas del río. El único tripulante y 4 de los 8 pasajeros fallecieron.[9][10][11]